# توپ طلای ۱۹۹۳
توپ طلای ۱۹۹۳ (فرانسوی: 1993 Ballon d'Or‎) ۳۸مین رویداد سالیانهٔ توپ طلا بود که از سوی مجلهٔ فرانس فوتبال به بهترین بازیکن فوتبال در سال ۱۹۹۳ اعطا گردید که در این سال، روبرتو باجو برندهٔ توپ طلا شد.

## رتبه‌بندی
| ردیف | نام                        | باشگاه                            | ملیت          | امتیاز |
| ---- | -------------------------- | --------------------------------- | ------------- | ------ |
| ۱    | روبرتو باجو                | باشگاه فوتبال یوونتوس             | ایتالیا       | ۱۴۲    |
| ۲    | دنیس برکمپ                 | باشگاه فوتبال اینتر میلان         | هلند          | ۸۳     |
| ۳    | اریک کانتونا               | باشگاه فوتبال منچستر یونایتد      | فرانسه        | ۳۴     |
| ۴    | آلن بوکشیچ                 | باشگاه فوتبال لاتزیو              | کرواسی        | ۲۹     |
| ۵    | میکل لادروپ                | باشگاه فوتبال بارسلونا            | دانمارک       | ۲۷     |
| ۶    | فاستینو آسپریا             | باشگاه فوتبال پارما               | کلمبیا        | ۲۴     |
| ۷    | پائولو مالدینی             | باشگاه فوتبال آ.ث. میلان          | ایتالیا       | ۱۹     |
| ۸    | امیل کوستادینف             | باشگاه فوتبال پورتو               | بلغارستان     | ۱۱     |
| 9    | Stéphane Chapuisat         | باشگاه فوتبال بروسیا دورتموند     | سوئیس         | ۹      |
| 9    | رایان گیگز                 | باشگاه فوتبال منچستر یونایتد      | ولز           | ۹      |
| ۱۱   | اندریاس مولر               | باشگاه فوتبال یوونتوس             | آلمان         | ۷      |
| ۱۲   | رود گولیت                  | باشگاه فوتبال سمپدوریا            | هلند          | ۶      |
| ۱۲   | پیتر اشمایکل               | باشگاه فوتبال منچستر یونایتد      | دانمارک       | ۶      |
| ۱۲   | هریستو استویچکوف           | باشگاه فوتبال بارسلونا            | بلغارستان     | ۶      |
| ۱۵   | باسیله بولی                | باشگاه فوتبال المپیک مارسی        | فرانسه        | ۵      |
| ۱۵   | رونه براتست                | باشگاه ورزشی وردر برمن            | نروژ          | ۵      |
| ۱۷   | انزو شیفو                  | باشگاه فوتبال موناکو              | بلژیک         | ۴      |
| ۱۸   | آندرئاس هرتسوگ             | باشگاه ورزشی وردر برمن            | اتریش         | ۳      |
| ۱۸   | رونالد کومان               | باشگاه فوتبال بارسلونا            | هلند          | ۳      |
| ۱۸   | یاری لیتمانن               | باشگاه فوتبال آژاکس آمستردام      | فنلاند        | ۳      |
| ۲۱   | دینو باجو                  | باشگاه فوتبال یوونتوس             | ایتالیا       | ۲      |
| ۲۱   | Sergei Kiriakov            | باشگاه فوتبال کارلسروهه           | روسیه         | ۲      |
| ۲۱   | دیوید پلات (بازیکن فوتبال) | باشگاه فوتبال سمپدوریا            | انگلستان      | ۲      |
| ۲۱   | فرانک سوازی                | باشگاه فوتبال آتالانتا            | فرانسه        | ۲      |
| ۲۱   | جوزپه سینیوری              | باشگاه فوتبال لاتزیو              | ایتالیا       | ۲      |
| ۲۶   | توماس برولین               | باشگاه فوتبال پارما               | سوئد          | ۱      |
| ۲۶   | مارتین دالین               | باشگاه فوتبال بروسیا مونشن‌گلادباخ | سوئد          | ۱      |
| ۲۶   | گئورگس خرون                | باشگاه فوتبال پارما               | بلژیک         | ۱      |
| ۲۶   | Stelios Manolas            | باشگاه فوتبال آ. ا. ک آتن         | یونان         | ۱      |
| ۲۶   | پل مک‌گرت                   | باشگاه فوتبال استون ویلا          | جمهوری ایرلند | ۱      |